# Importwagen
Importwagen bezeichnet ein Kraftfahrzeug, bei dem das Land des Wagenkaufs verschieden vom Land der Erstzulassung ist. Motivation für den Import ist in aller Regel der niedrigere Verkaufspreis im jeweiligen Kaufland.

## Die Geschichte des Importwagens
Im 20. Jahrhundert waren Automobile ein teures Gut, welches aus dem jeweiligen Erzeugerland importiert werden musste. Der Import eines solchen Fahrzeugs war kostspielig und zeitaufwändig. Aus diesem Grund wurden meist nur Autos für gehobene Ansprüche importiert. Automobile für die breite Masse wurden daher meist dort genutzt, wo sie produziert wurden. Dies galt vor allem für die Massenprodukte, wie sie beispielsweise Henry Ford herstellte. Der sehr erfolgreiche Verkauf seines T-Modells fand fast ausschließlich in den USA statt. Mit der Entwicklung des VW Käfer begann der weltweite Handel mit Importwagen. Erste Erfolge mit importierten Autos wurden durch VW in den 50ern in den USA erzielt. Mit dem Einstieg der Japaner in die Automobilindustrie und deren ersten Erfolge in den 70er und 80er Jahren wurde der Importwagen endgültig zum Normalfall.

## Der Wandel
Die weltweite Automobilindustrie erkannte die wirtschaftliche Bedeutung der Importwagen relativ früh und begann die Preise ihrer Produkte an das Einkommensniveau der einzelnen Länder anzupassen. Dies hat zur Folge, dass beispielsweise ein Großteil der Fahrzeuge in Großbritannien am meisten Geld kostet, während sie in den südeuropäischen Ländern relativ preisgünstig angeboten wurden. Um die hohen Transportkosten und Zölle der importierten Autos zu umgehen, wurden an manchen Standorten Autofabriken gebaut, welche für den heimischen Markt produzierten. Findige Autohändler erkannten dieses Preisgefälle und begannen mit dem Reimport der exportierten Wagen. Ein reger Handel entstand, den die Automobilkonzerne mit aller Macht verhindern wollten. Diese Praktiken wurden von der EU verboten. Einige Hersteller mussten erhebliche Bußgelder bezahlen, da sie den freien Handel behinderten.

## Aktuelle Situation
Jeder Bürger kann sich sein Auto überall in der EU kaufen und die aktuellen Preisvorteile nutzen. Die Europäische Kommission stellt sogar eine Liste mit den relativ aktuellen Preisen zur Verfügung, damit der Konsument einen Überblick über die Preisunterschiede je Land hat. Deutschland stellt sich dabei als eher teures Land für einen Neuwagenkauf heraus, was den Trend zu EU-Autoimporten begünstigt. Die Autohersteller haben folgende Maßnahmen getroffen, um möglichst die Preisunterschiede in Hochpreisländern aufrechterhalten zu können:
- Sie vertreiben ihre Fahrzeuge grundsätzlich nur über autorisierte Vertragshändler an Endkunden.
- Diese Händler dürfen an ausländische Endkunden weiterverkaufen (das EU-Recht ließ es nicht zu, dass die Hersteller auch diese Möglichkeit verbieten). Die autorisierten Händler dürfen ferner auch an inländische und ausländische markengleiche Händler weiterverkaufen, nicht aber an markenfremde Händler liefern.
- Über ein bestimmtes Code-Ziffernsystem lässt sich der Weg jeden Fahrzeugs bis zum Einzelhändler genau nachverfolgen. Anhand eines Ziffern-Codes kann also der Fachmann genau ersehen, für welches Land bzw. für welchen Markt ursprünglich vom Hersteller aus das jeweilige Fahrzeug bestimmt war.
- Um den Handel mit Importwagen zu unterbinden sind die Autohersteller auch dazu übergegangen, dass sie die Stückanzahl pro Land limitieren. Die Anzahl der Neufahrzeuge wird so festgesetzt, dass ein einheimischer Autohändler gerade noch den Bedarf seiner inländischen Stammkundschaft bedienen kann.

## Fallbeispiel
Aufgrund der unterschiedlichen Besteuerung von Neuwagen durch die einzelnen Staaten kommt es zu erheblichen Differenzen bei den Nettopreisen. Damit ein Neuwagen in einem Hochsteuerland wie Dänemark leistbar bleibt, welches eine Registrierungsabgabe von 180 % pro Auto erhebt, bieten einige Hersteller ihre Fahrzeuge zu einem sehr niedrigen Nettopreis an. Bürger anderer Staaten können nun diesen Wagen zu dem Nettopreis kaufen und in ihrem Heimatland versteuern. Da die Nettopreise für beispielsweise Audi oder Alfa Romeo zwischen Deutschland und Dänemark sehr unterschiedlich sind, lassen sich Einsparungen bis zu 30 % erzielen. Oft scheitert der Erwerb eines Importwagens allerdings an der Verfügbarkeit, da beispielsweise dänische Händler mit nur geringen Stückzahlen beliefert werden und ihre Autos lieber an die heimische Kundschaft verkaufen, da sie dann die Autos meist auch noch über Jahre hinweg servisieren können.
Mittlerweile gibt es vor allem zwischen Europa und den USA große Preisunterschiede, welche ebenfalls aufgrund der hohen Steuern (vor allem in Österreich) zustande kommen. So kostet ein VW Passat in Europa (32.000 Euro) durchschnittlich 50 % mehr als in den USA (21.000 Euro). In Österreich wird zusätzlich zu der 25%igen Umsatzsteuer die NOVA eingehoben. Noch extremer sind die Preisunterschiede im Bereich der Luxusautos. Hier liegen die Preisdifferenzen bei bis zu 80 %.